# Grunge
Ne doit pas être confondu avec Gringe.
Le grunge est un genre musical dérivé du rock et une culture underground apparue au début des années 1990, principalement autour de Seattle dans l'État de Washington. Il est souvent décrit comme la forme la plus populaire du rock alternatif dans les années 1990, grâce à des groupes tels que Nirvana, Pearl Jam, Soundgarden et Alice in Chains, qui ont vendu des millions d'albums.
Le grunge s'inspire du punk hardcore, et du rock indépendant. Il se caractérise par des guitares fortement saturées et des paroles exprimant souvent des angoisses existentielles et une certaine apathie.
L'esthétique grunge se distingue par une approche épurée par rapport à d'autres genres de rock, avec des musiciens qui adoptent un style décontracté, voire négligé, en opposition à la théâtralité du glam rock, par exemple.
Le mouvement grunge émerge autour du label indépendant Sub Pop à la fin des années 1980 et connaît un succès commercial au début des années 1990, grâce à deux albums sortis en 1991 : Nevermind de Nirvana et Ten de Pearl Jam. Ces succès propulsent le grunge au rang de genre dominant de rock alternatif de l'époque.
Le terme « grunge » est d'abord utilisé par Mark Arm, chanteur de Green River et plus tard de Mudhoney, pour décrire le « son de Seattle ». En 1981, il emploie ce terme dans une lettre adressée au fanzine Desperate Times pour décrire son groupe Mr. Epp and the Calculations. Selon la critique Catherine Strong, le caractère « sale » du son grunge, dû en partie au manque de moyens et de professionnalisme dans les studios d'enregistrement des années 1980, pourrait également être à l'origine de ce mot.
Le grunge connaît un déclin à partir du milieu des années 1990, plusieurs groupes influents se séparant ou devenant moins actifs. Bien que la plupart des groupes de grunge se soient dispersés vers la fin des années 1990, leur influence continue de marquer la musique rock actuelle.

## Histoire

### Origine du terme

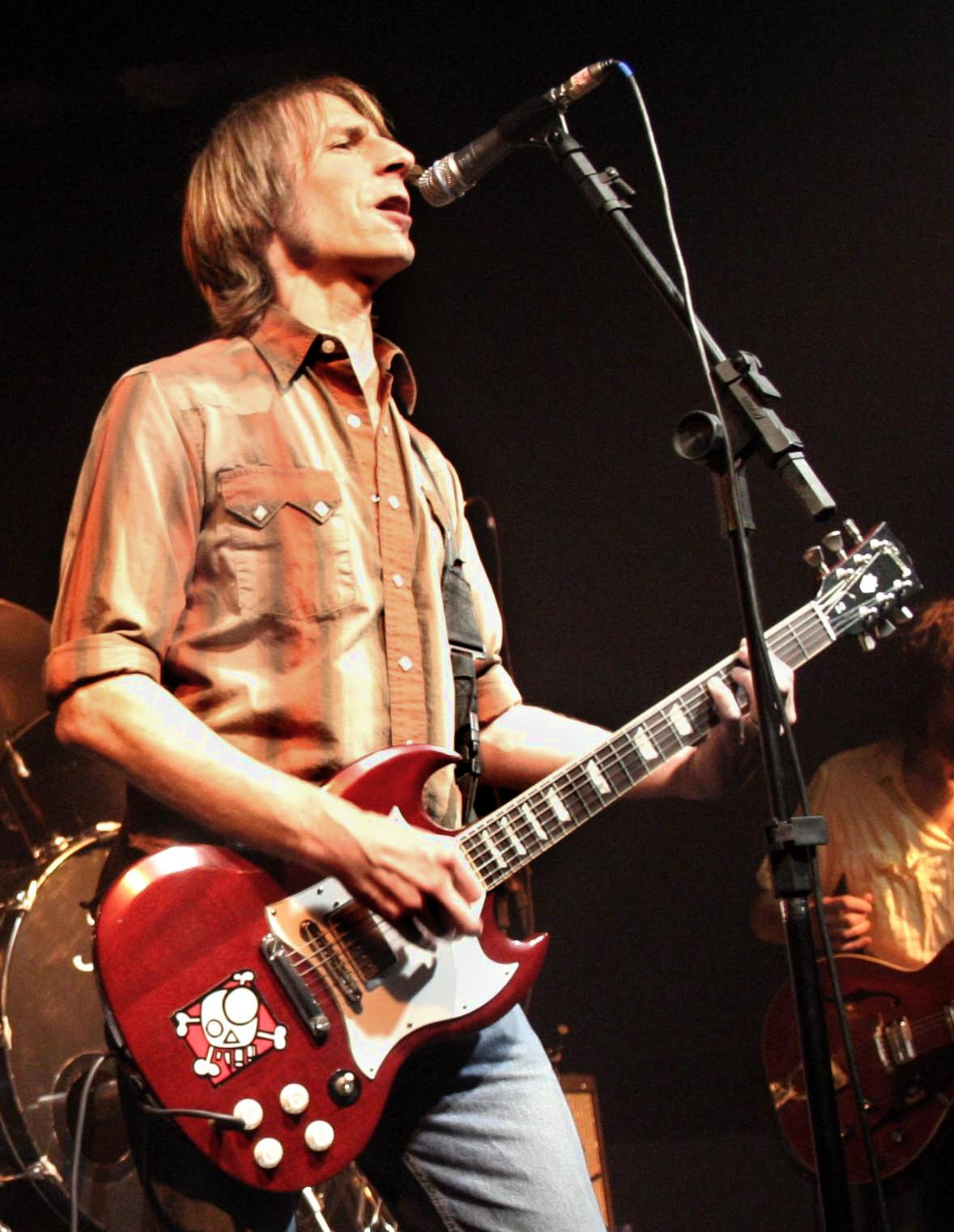
Mark Arm, chanteur de Green River et plus tard de Mudhoney, est le premier à utiliser le mot "grunge" pour décrire "le son de Seattle".

Mark Arm, le chanteur du groupe originaire de Seattle Green River - et plus tard de Mudhoney - est généralement considéré comme étant le premier à utiliser le terme grunge pour décrire ce style musical. Il se sert en effet du terme en 1981, quand il écrit une lettre sous le nom Mark McLaughlin au fanzine de Seattle Desperate Times. Il y décrit son groupe M. Epp comme "Pure grunge! Pure noise! Pure shit!". Clark Humphrey, rédacteur en chef de Desperate Times, affirme qu'il s'agit là de la première occurrence du terme pour désigner un groupe de Seattle de l'époque. Il mentionne de plus que Bruce Pavitt de Sub Pop popularise le terme en 1987-88, en l'utilisant à plusieurs reprises pour décrire Green River.
Arm, plus tard, déclare : « L'expression était déjà utilisée en Australie au milieu des années 1980 pour décrire des groupes comme King Snake Roost, The Scientists, Salamander Jim et Beasts of Bourbon. ». Arm utilise dans un premier temps le terme grunge comme adjectif et pas comme un nom de genre musical. Il s'en sert finalement pour nommer le style hybride de punk/metal de la scène musicale de Seattle.
Le mot remonte aux années 1960 sous la forme adjectivale « grungy » qui signifie « sale ».

### Histoire du genre

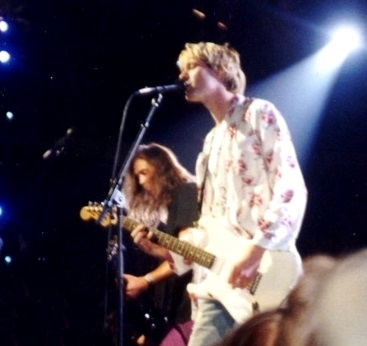
Nirvana aux en le 9 septembre 1992 à Los Angeles.

Le label indépendant Sub Pop produit et diffuse localement des groupes comme Melvins, Green River, Soundgarden, Screaming Trees, Alice in Chains, Mudhoney, Tad, Pearl Jam ainsi que quelques groupes féminins tels que L7, Babes in Toyland, et Hole, bien avant que les majors s'y intéressent.
Le succès inattendu de l'album Nevermind de Nirvana en 1991 propulse la scène de Seattle sous le feu des projecteurs et  intrigue la presse internationale. L'industrie du disque s'intéresse alors de près au mouvement, d'autant que le marché musical est à l'époque globalement en baisse.
Le grunge a été perçu comme la musique de la « Génération X ». Fort de son succès, le look grunge fut récupéré par la presse féminine et la haute-couture le temps d'une saison. En bande dessinée, le mouvement grunge est représenté par Peter Bagge avec Haine (Cupula Éd. 1998, Barcelone). En littérature, l'œuvre de référence sur cet esprit « slacker » est Génération X de Douglas Coupland. Le cinéma a également dépeint la vie quotidienne et l'esprit grunge qui régnait à Seattle au début des années 1990 dans Singles de Cameron Crowe (1991). La bande originale de ce dernier comporte par ailleurs de nombreux morceaux des groupes grunge et le film contient des extraits de concerts en club d'Alice in Chains et de Soundgarden.
En 1994, la mort de Kurt Cobain, célèbre chanteur de Nirvana et icône d'une génération, va tout changer. Cet évènement va provoquer la fin de Nirvana et le déclin du grunge.
Même si l'apogée du grunge est désormais passée depuis longtemps, certains groupes continuent de composer et de tourner, comme Pearl Jam ou The Smashing Pumpkins (bien que ces derniers se soient arrêtés de 2000 à 2006). Ce mouvement a sans aucun doute laissé sa marque dans la musique rock contemporaine, en particulier américaine. Il a influencé de nombreux groupes, que l'on peut qualifier de post-grunge. Parmi ceux-ci, les plus populaires sont les Foo Fighters fondés par l'ancien batteur de Nirvana Dave Grohl, Puddle of Mudd, Seether, Creed, ou Nickelback.

### Rôle des femmes

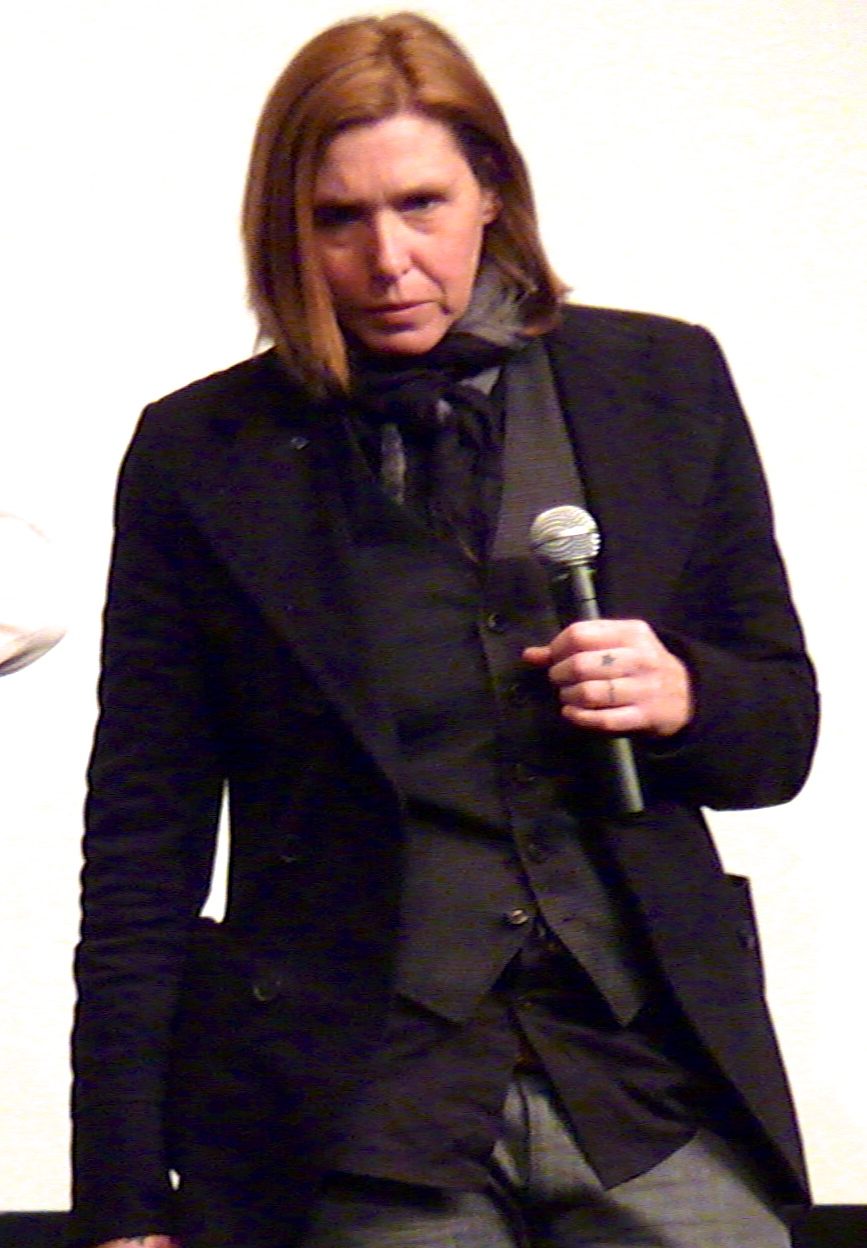
Bien qu'habituellement peu de femmes fassent partie de groupes rock en tant que musiciennes,elles sont proportionnellement plus nombreuses dans le cas du grunge. La photo montre Patty Schemel, la batteuse de Hole.

Des femmes ont joué un rôle important dans plusieurs formations, comme L7, Lunachicks, Dickless, 7 Year Bitch, The Gits, les groupes de Courtney Love (Hole et ses autres formations des années 1990), et Babes in Toyland, composé uniquement de femmes. Le grunge était aussi très lié au mouvement féministe-punk Riot grrrl. Selon l’écrivain Dan Tucker du VH1, L7 entretenait une relation étroite avec le groupe hardcore Black Flag et avait un style et un son similaires à ceux des groupes composés d'hommes.
Membre clé du riot grrrl et chanteuse-bassiste du Bikini Kill, Kathleen Hanna était très proche des musiciens grunge de Seattle. C'est elle notamment qui suggère le nom du morceau Smells Like Teen Spirit aux membres de Nirvana,. Parmi les personnalités féminines marquantes figurent les bassistes D'arcy Wretzky et Melissa Auf der Maur de The Smashing Pumpkins ou Hole, ainsi que les batteuses Patty Schemel (Hole) et Lori Barbero de Babes in Toyland. Cette inclusion de musiciennes dans la mouvance grunge est tout à fait notable, puisqu'elles sont ordinairement largement sous-représentées dans les groupes de rock.
En outre, les riot grrrls ont publié plusieurs fanzines (journaux amateurs) qui décrivent la musique grunge et la vie de labels de disques indépendants (e.g., Grunge Gerl #1).

## Caractéristiques

### État d'esprit et mode de vie
Avant d'être un style musical et vestimentaire, le grunge est d'abord une "philosophie", un état d'esprit. Il est souvent identifié comme le genre musical caractéristique de la génération X, supposément marquée par un certain pessimisme, du fait de perspectives d'ascension sociale plus limitées que celles des générations précédentes. Les formes nouvelles de précarité lui sont de fait spécifiques.
Simon Reynolds déclare en 1992 : « Il y a un sentiment d'épuisement dans la culture au sens large. Les enfants sont déprimés face à l'avenir. » Le grunge exprimerait tout à la fois un refus du consumérisme, du rôle d'adulte responsable dans la société contemporaine, de l'intégration de la morale et des règles sociales dominantes. Cet état d'esprit serait engendré par la déception, la désillusion et la frustration quant aux attentes vis-à-vis du modèle culturel et socio-économique occidental, menant paradoxalement à un certain individualisme. « Think for yourself » est un des mots d'ordre du grunge. Ce rapport au monde et à la société se rapproche sans surprise - la filiation musicale et culturelle est directe - de celui du punk rock.

### Mode vestimentaire
Le style vestimentaire est parfois décrit comme un mélange à la croisée des tendances hippie et de la mode punk. Il s'agit en fait à l'origine d'une « antimode »,, se voulant donc à l'opposé de la notion même de « mode ».
Il est inspiré des tenues de travail des ouvriers de Seattle, ville qualifiée de « capitale de la pêche industrielle et du commerce du bois ». Il se répand peu à peu dans une frange plus large de la population par l'intermédiaire des musiciens. Avec le succès planétaire de Nirvana et de Pearl Jam, le grunge devient une mode, soit exactement ce à quoi l'idée de grunge s'opposait. Au début des années 1990, nombreux sont ceux qui adoptent cette mode minimaliste refusant l’ostentatoire, souvent sans en comprendre le sens et l'origine. Le style grunge devient alors un moyen de s'afficher en réaction aux années 1980, synonymes de frime, de luxe et du culte de l'apparence. Au delà du refus des codes de la mode, le grunge est un rejet de la société de consommation. Pourtant, de nombreux créateurs de mode s'inspirent du look de Kurt Cobain, et popularisent rapidement ce style vestimentaire à l'échelle planétaire.
Les éléments constitutifs de cette mode sont principalement le port de cheveux longs, le plus souvent non-coiffés, des chemises larges et/ou à carreaux dites de bûcherons, des pulls décousus, des jeans usés ou troués, des baskets usagées ou des bottes de travail. Le t-shirt sous la chemise à carreaux, comme portés par Kurt Cobain, restent classiques. Le look est généralement décrit comme « débraillé et coloré », composé de choix anarchiques. Pour les femmes : des robes à fleurs et des gros chandails, le tout avec des rangers aux pieds, composent l'archétype du style.
Pour Isabel Vaquero « le grunge se traduit par l'usage de vêtements manifestement trop grands ou trop petits, achetés dans des friperies, des vieux jeans usés que les filles portent découpés avec des leggins en bas, des chemises à carreaux, des cheveux raides, des bottes militaires et en général le désir d'adopter un style de pauvres ». Patricia Godes, écrit dans El Pais de tentaciones, à propos de Kurt Cobain : « Un peu crade, dépenaillé, morveux, décousu, malodorant et troué, il a été l'introducteur dans l'esthétique du rock du gilet de laine plein d'auréoles ». Krist Novoselic, bassiste de Nirvana, dira : « Ça signifie quelque chose comme de la crasse accumulée sur un rideau de douche ». Certains stylistes n'hésiteront pas à s'en inspirer, à l'image de Marc Jacobs lors de sa première collection (printemps-été 1993) pour Perry Ellis. Il reprend alors les codes du grunge et les adaptent au luxe, à base de soie, cachemire, imprimés ou flanelle ; c'est un échec commercial, un « véritable désastre » pour lequel le New York Times écrit qu'il s'agit d'un grand « n'importe quoi ». Presque simultanément, Anna Sui (collection printemps-été 1993) ou d'une façon plus discrète Donna Karan et Michael Kors, mais aussi Karl Lagerfeld pour Chanel et même Christian Lacroix, s'en inspirent,. Le suicide de Kurt Cobain en 1994, ainsi que le peu de succès commercial de ces collections, mettent fin à ce courant d'antimode. Cependant, le grunge reste depuis une influence pour un large public refusant le culte de l'apparence ou de la marque. James Truman des éditions Condé Nast explique que « c'est le contraire de la mode. Le grunge, c'est le refus de s'identifier au reste de la société, c'est pourquoi il est si étrange que certaines personnes aient essayé de le faire entrer dans la mode. ».

### Musicalité

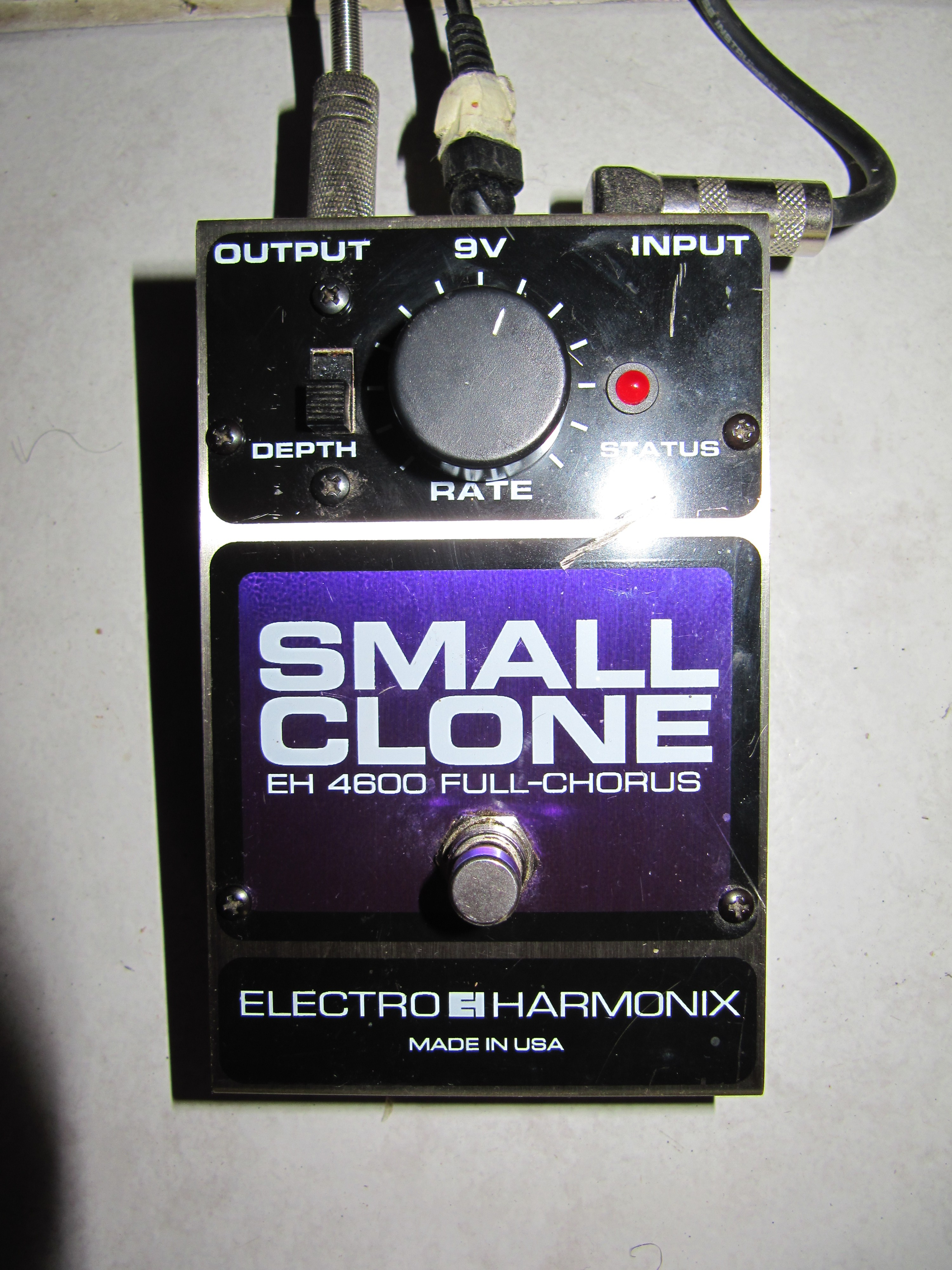
Pédale d'effet Small Clone d'Electro-Harmonix.

Bien que Kurt Cobain refuse que le grunge soit considéré comme un style musical à proprement parler, il est tout de même possible d'identifier certaines caractéristiques communes dans les compositions des groupes rattachés au mouvement. Le grunge est en effet souvent décrit comme un « hybride entre le punk rock et le heavy metal ». Il s'inspire également du rock indépendant, du blues rock, du punk hardcore, du hard rock et du pop rock. Quelques groupes de grunge, comme Soundgarden et Alice in Chains, ont d'ailleurs été considérés dans un premier temps par la critique comme des groupes de metal avant que le genre « alternatif » soit identifié et reconnu par le public.
Le grunge a souvent recours à des accordages alternatifs (Drop D, Open E, Mi Mineur, etc.), des sons de guitare « boueux » dus à de très fortes distorsions, de fuzz, d'effet Larsen et beaucoup d'effets comme la Wah-wah et les chorus (notamment Kurt Cobain avec la Small Clone d'Electro-Harmonix). Le son grunge est également caractérisé par des changements de nuances réguliers. Bien qu'il s'agisse toujours d'un mélange d'éléments de punk hardcore et de heavy metal, certains groupes mettent davantage l'accent sur l'un ou l'autre de ces styles (le metal pour Alice in Chains, le punk hardcore pour Nirvana ou encore le hard rock pour Pearl Jam par exemple). Les éléments communs entre la plupart des groupes sont les compositions aux structures typiquement punk, les solos de guitares atonales et des textes « anti-sociaux ».
Toutefois certains morceaux ont un tempo lent, des harmonies dissonantes, ainsi qu'une instrumentation complexe s'approchant du metal. Jack Endino, producteur de Sub Pop et des Melvins, explique par ailleurs que l'intégration d'influences hard rock comme celles de Kiss tient de la « provocation musicale ». Buzz Osborne, des Melvins, décrit quant à lui le grunge comme une tentative de réinterprétation punk de ce type de groupes extravagants . Au début des années 1990, la signature de Nirvana stop-start est devenue une forme habituelle dans la structure musicale grunge.

### Moins de solos de guitare

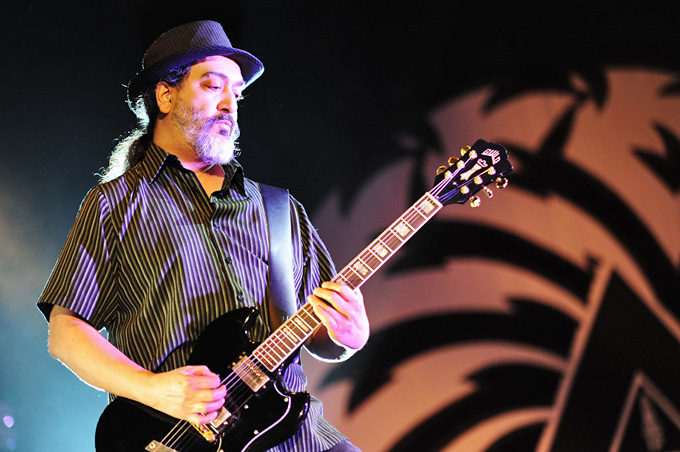
Le goût pour le punk du guitariste Kim Thayil le mène à réduire l'importance de ses solos de guitare dans les années 1980. Mais lorsque d'autres groupes grunge de premier plan adoptent la même démarche au début des années 1990, Thayil intègre alors à nouveau des solos techniquement plus élaborés dans ses morceaux.

Les guitaristes de grunge ont « complètement rejeté » le style de guitare virtuose appelé shredding pour les solos de guitare. Le shred, avec ses longues suites de notes jouées très rapidement par un guitar hero, était devenu l'élément incontournable des morceaux de heavy metal. Les guitaristes de grunge optent plutôt pour un style mélodique influencé par le blues, et les morceaux sont généralement construits comme un ensemble cohérent, et non comme une mise en valeur « de solos de guitare. » Pour Jerry Cantrell d'Alice in Chains, les solos doivent servir la chanson, et non être un prétexte pour montrer la maîtrise technique du guitariste. À la place des guitaristes flamboyants du metal, le grunge avait des antihéros de la guitare, comme Kurt Cobain, qui montra peu d'intérêt dans la maîtrise de son instrument.
Will Byers rédigea l'article « Le grunge a commis un crime contre la musique--il a tué le solo de guitare » dans The Guardian. Selon lui, même si le solo de guitare survécut à l'ère du punk puis du grunge, il n'en sortit pas indemne. Les solos techniquement simples à la Kurt Cobain participèrent par ailleurs à populariser le genre. Cette approche, selon Byers, a en effet rendu la musique grunge très accessible aux grand public tout comme ce fut le cas pour le folk dans les années 1960. Le producteur de l'album Nevermind de Nirvana, Butch Vig, affirme pour sa part que cet album (et Nirvana) ont « tué le solo de guitare ».

### Basse électrique
Concernant la basse électrique, Melissa Bobbitt, critique de About.com et spécialiste de la musique des années 1990, souligne les contributions importantes de D'arcy Wretzky des The Smashing Pumpkins. Selon Bobbitt, le style "combatif et séduisant" de sa ligne de basse dans la chanson I Am One était la « colle » musicale qui tenait la chanson toute ensemble.
Bobbitt note aussi l'importance du bassiste Mike Starr d'Alice in Chains sur le disque Would?. Pour la journaliste, sa ligne de basse "sonnait comme le dragon menaçant qu'est l'héroïne" (la drogue). Would? est en effet un hommage au chanteur Andrew Wood, du groupe Mother Love Bone, mort d'une overdose d'héroïne.
Selon la revue NME, le bassiste de Nirvana Krist Novoselic, jouait des lignes de basse "sales et glissantes, qui s'ancraient dans le chaos du groupe" créé par le chanteur-guitariste Kurt Cobain et le batteur Dave Grohl. Kurt Danielson de TAD se disait "vraiment impressionné par la manière de jouer de Novoselic".
L'album de grunge Skin Yard, enregistré en 1987 par le groupe éponyme, montre le même style fuzz bass utilisé par Jack Endino et Daniel House. Quelques bassistes, comme Ben Shepherd, jouent des suites de power chords - en ajoutant une quinte à la note fondamentale.
Un exemple de - puissant - système d'amplificateurs utilisé par les bassistes grunge est celui choisi par Mike Inez d'Alice in Chains. Il combine quatre amplificateurs à tubes Ampeg SVT-2 PRO dont deux sont branchés à des haut-parleurs avec des subwoofer 1x18" pour les sons très graves, tandis que les deux autres sont placés dans deux cabinets 8x10. Krist Novoselic et Jeff Ament utilisent aussi des amplis Ampeg SVT à tubes,. Ben Shepherd utilise un ampli Ampeg SVT-VR de 300 watts et un ampli Mesa/Boogie Carbine M6 de 600 watts. Ament utilise quatre cabinets 6x10".

### Batteurs

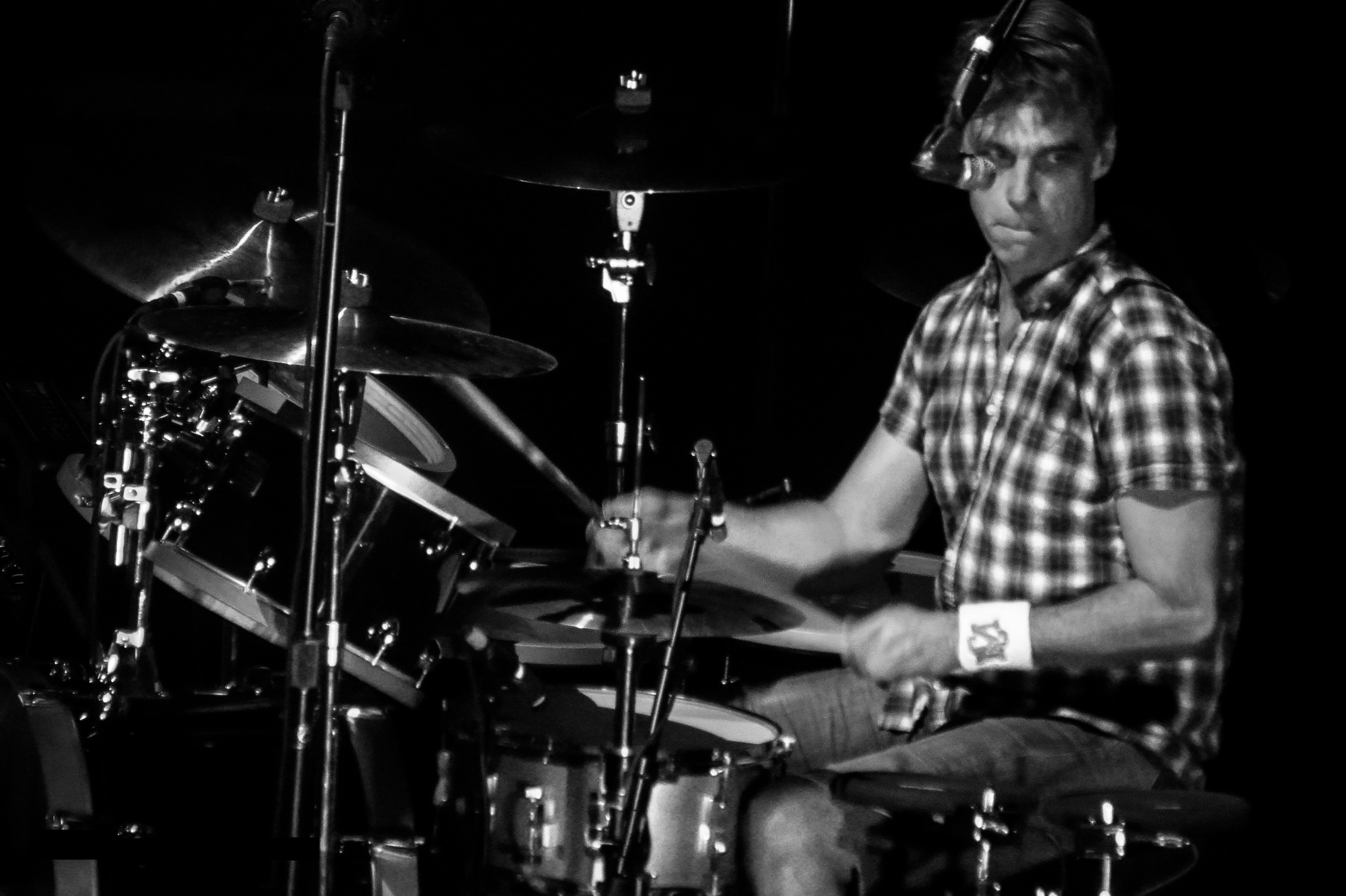
Le batteur Matt Cameron a joué avec Pearl Jam et Soundgarden.

Selon la revue Modern Drummer Magazine, les batteurs phares du "son de Seattle", qui était « gritty » et combinait le punk et le heavy metal, étaient les très influents Dale Crover du groupe Melvins et Alex Vincent du groupe Green River. Selon Bobbitt, parmi les dix meilleures batteurs de rock alternatif des années 1990, cinq font partie de groupes grunge. Sa liste incluait Dave Grohl de Nirvana, Jimmy Chamberlin de The Smashing Pumpkins, Patty Schemel de Hole, Matt Cameron de Pearl Jam et Soundgarden (il était membre des deux groupes), ainsi que Lori Barbero des Babes in Toyland. Pour Bobbitt, Dave Grohl est un "talentueux" batteur qui "tuait" ses tambours lors des concerts de l'époque, et Blake Madden insiste sur sa puissance de jeu et sa précision . Selon la revue Modern Drummer Magazine, le travail de Grohl au sein de Nirvana figure parmi les performances musicales les plus passionnantes, exemple du plus haut niveau de maîtrise du rôle de batteur dans l'histoire de la musique rock.

## Chronologie
- 1979 : Création du fanzine Subterranean Pop à Olympia (États-Unis) par Bruce Pavitt.
- 1980 : Création de Malfunkshun par Andrew Wood.
- 1982 : Formation du trio Melvins par le guitariste et chanteur Buzz Osborne. Un de leurs fans s'appelait Kurt Cobain.
- 1983 : Formation du groupe Dinosaur Jr par J Mascis et Lou Barlow à Amherst ce qui favorise le développement de la scène grunge dans l'est des États-Unis. Ils recrutent Murph car il joue de la batterie très fort.
- 1984 : Création de Green River (qui est aussi le titre d'une chanson de Creedence Clearwater Revival) par Jeff Ament, avec Mark Arm et Steve Turner. Création de Soundgarden par Chris Cornell et Kim Thayil.
- 1985 : Création des Screaming Trees avec Mark Lanegan et Mark Pickerel.
- 1986 : Black Francis forme avec Joey Santiago le groupe rock alternatif Pixies lorsqu'ils étudient à UMass, et qui aura plus tard une influence sur le grunge.. Ils recrutent Kim Deal et David Lovering. Bundle of Hiss , un groupe post-punk de Seattle formé par Kurt Danielson (futur TAD), intègre Dan Peters, qui joue plus tard dans Mudhoney. Naissance du label Sub Pop, nom abrégé du fanzine créé en 1979, et parution de la première compilation Sub Pop 100.
- 1987 : Création de Mudhoney par Mark Arm et Steve Turner. Sortie du premier EP de Soundgarden. Création de Nirvana avec Kurt Cobain et Krist Novoselic. Création de Alice in Chains avec Layne Staley et Jerry Cantrell.
- 1988 : Tad Doyle devient chanteur de Bundle of Hiss, puis lui et Kurt Danielson forment TAD. Création de Mother Love Bone avec Andrew Wood, Jeff Ament et Stone Gossard. Mudhoney sort son maxi 45 tours Superfuzz Bigmuff sur le label Sub Pop. Sortie de Daydream Nation du groupe Sonic Youth sur les labels Enigma et Blast First. Sortie de l'album Surfer Rosa du groupe Pixies sur le label indépendant 4AD qui influencera le grunge, en particulier l'écriture de Kurt Cobain de Nirvana qui n'hésitera pas à engager Steve Albini, producteur de l'album, pour la réalisation du troisième album de Nirvana, In Utero, en 1993.
- 1989 : Création de Love Battery avec Ron Nine, Kevin Whitworth, Jim Tillman et Jason Finn. Le groupe Nirvana sort son premier album, Bleach. Le groupe est alors composé de Kurt Cobain, Krist Novoselic, Jason Everman et Chad Channing. Sortie du premier album de TAD, God's Ball. Le groupe tourne avec Nirvana en Europe. Création de Witness, un des seuls groupes de grunge français avec Cyril Mercier, Pascal Bertault, Emmanuel Bertault et Patrick Bourgoin Soundgarden est le premier groupe du mouvement grunge à signer chez une major, A&M/Interscope, avec l'album Louder than Love
- 1990 : Andrew Wood est retrouvé mort chez lui, d'une surdose d'héroïne. Sortie de l'album Ragged Glory de Neil Young et Crazy Horse ; album qui a beaucoup influencé Sonic Youth, Pearl Jam et Nirvana. Création de Stone Temple Pilots, avec Scott Weiland, Dean DeLeo, Robert DeLeo et Eric Kretz
- 1991 : Création de Pearl Jam, avec Jeff Ament, Stone Gossard, Mike McCready et Eddie Vedder. Sortie de l'album Ten, succès fulgurant vendu à plus de 11 millions d'exemplaires. Sortie de l'album hommage à Andrew Wood Temple of the Dog, regroupant des membres de Pearl Jam et Soundgarden. Nirvana, rejoint en 1990 par Dave Grohl, sort en septembre 1991 Nevermind, l'album-phare du grunge s'inspirant du style des Pixies (avec la mélancolie en plus pour Nirvana), à savoir mélange de couplets calmes, de refrains endiablés aux mélodies simples et prenantes, aux paroles décousues. Ce jeune groupe inconnu suit la tournée de Sonic Youth la même année. Création de The Presidents of the United States of America avec Dave Dededer, Chris Ballew, et Jason Finn.
- 1992 : Création de Sponge, avec Vinnie Dombrowski, Mike Cross, Joe Mazzola, Tim Cross et Jimmy Paluzzi. Création de Bush, avec Gavin Rossdale, Nigel Pulsford, Dave Parsons, Robin Goodridge. Sortie de l’album (Core) de Stone Temple Pilots en septembre 1992.
- 1993 : Jason Finn des Love Battery rejoint The Presidents of the United States of America.
- 1994 : Kurt Cobain est retrouvé mort par arme à feu chez lui. Ce probable suicide d'un artiste écorché et dépressif est survenu dans des circonstances imprécises qui vont générer les suspicions habituelles. Il devient ainsi une idole charismatique. C'est également la fin de Nirvana. Cet évènement marque le début de la fin du mouvement grunge.
- 1997 : Séparation de Soundgarden.
- 1999 : Wes Berggren de Tripping Daisy est retrouvé mort chez lui d'une surdose d'héroïne.
- 2000 : Les membres de Screaming Trees mettent un terme à leur carrière, quatre ans après leur dernier album.
- 2002 : Chris Cornell rejoint les membres du défunt Rage Against the Machine pour former Audioslave. Layne Staley, chanteur d'Alice in Chains est retrouvé mort chez lui d'une surdose de « speedball », mélange d'héroïne et de cocaïne.
- 2009 : Pearl Jam continue de tourner et sort un album. Alice in Chains trouve un nouveau chanteur, William DuVall, et sort un nouvel album.
- 2010 : Reformation de Soundgarden sous l'anagramme Nudedragons, pour un concert, puis sous leur nom d'origine par la suite. Ils sortiront un nouvel album, King Animal, en 2012
- 2015 : Scott Weiland, ancien chanteur des groupes de rock américain Stone Temple Pilots et Velvet Revolver, est mort à l'âge de 48 ans pendant son sommeil le 3 décembre 2015.
- 2017 : Chris Cornell, chanteur des groupes de rock américain Soundgarden, Audioslave et de Temple of the Dog, est décédé à l'âge de 52 ans dans la nuit du 17 mai, dans la ville de Détroit.
- 2022 : Mark Lanegan, est un chanteur américain, connu pour son timbre rauque, successivement membre de Screaming Trees, Mad Season, Queens of the Stone Age, The Gutter Twins et The Jury, est décédé à l'âge de 57 ans le 22 février 2022 à Killarney (Irlande).